# Zapata (Texas)
Zapata ist ein Ort (Census-designated place) im US-Bundesstaat Texas in den Vereinigten Staaten und der Verwaltungssitz des Zapata County. Das U.S. Census Bureau hat bei der Volkszählung 2020 eine Einwohnerzahl von 5.383 ermittelt. Die Siedlung liegt Nahe der Grenze zu Mexiko und über 90 % der Bevölkerung gehört den Hispanics an.

## Geschichte
Zapata wurde nach José Antonio de Zapata (gest. 1839) benannt, dem revolutionären Kommandanten, der in der Kavallerie der Republik Rio Grande diente, zu der die Siedlung gehörte. Die Siedlung wurde 1953 vor der Fertigstellung des Falcon Damms auf höheres Gelände verlegt, wodurch das ursprüngliche Stadtzentrum unter dem Wasser des Falcon Sees lag.

## Demografie
Nach der Volkszählung von 2010 leben in Zapata 5089 Menschen. Die Bevölkerung teilt sich auf in 93,0 % Weiße und 0,6 % mit zwei oder mehr Ethnizitäten. Hispanics oder Latinos machten 94,6 % der Bevölkerung aus. Das mittlere Haushaltseinkommen lag bei 31.864 US-Dollar und die Armutsquote lag bei 17,1 % der Bevölkerung.
| Jahr | Einwohner¹ |
| ---- | ---------- |
| 1950 | 343        |
| 1960 | 2031       |
| 1970 | 2102       |
| 1980 | 3831       |
| 1990 | 4594       |
| 2000 | 4856       |
| 2010 | 5089       |
| 2020 | 5383       |

¹ 1950 – 2020: Volkszählungsergebnisse

## Wirtschaft
Die gegenwärtige Wirtschaft des Zapata County ist hauptsächlich auf die Öl- und Gasproduktion, Viehzucht, Handel und Dienstleistungen sowie Tourismus ausgerichtet. Die wichtigsten Arbeitgeber sind der Bergbau/Energie, das Baugewerbe, der Einzelhandel, das Gesundheitswesen, die Sozialfürsorge und der Dienstleistungssektor. Auch die Regierung ist ein wichtiger Arbeitgeber im County.

## Galerie

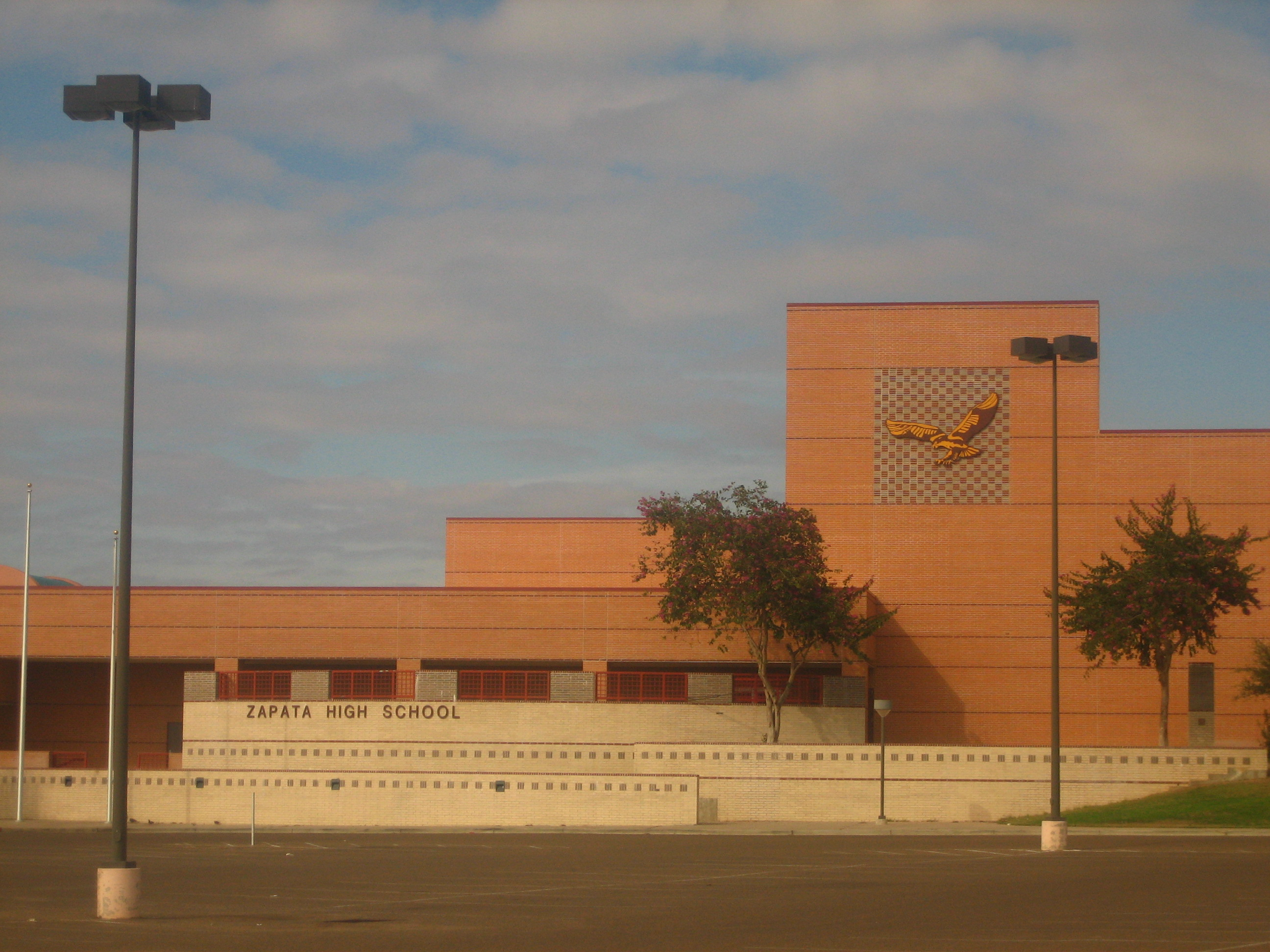
Zapata High School
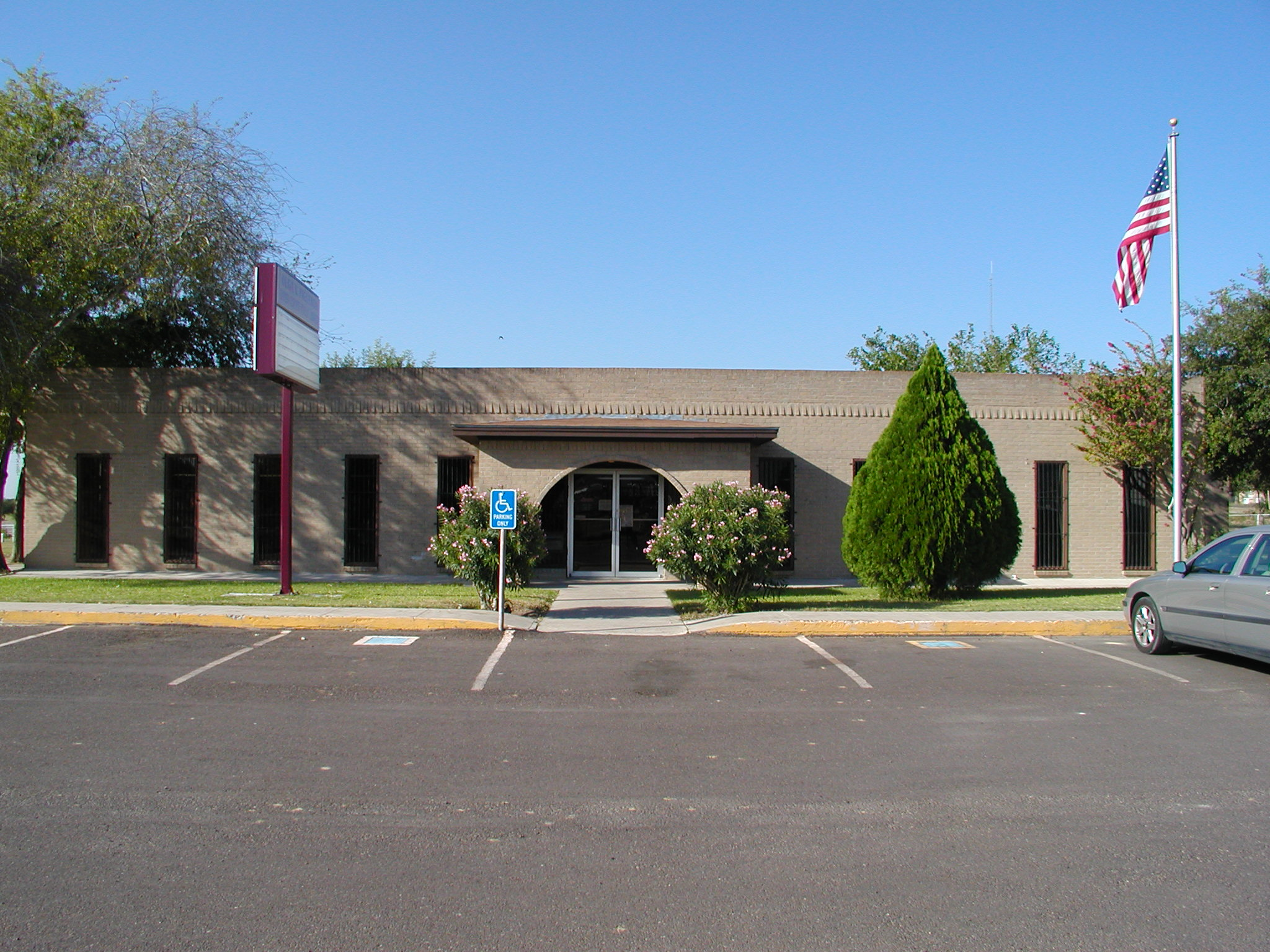
Olga V. Figueroa Zapata County Public Library.
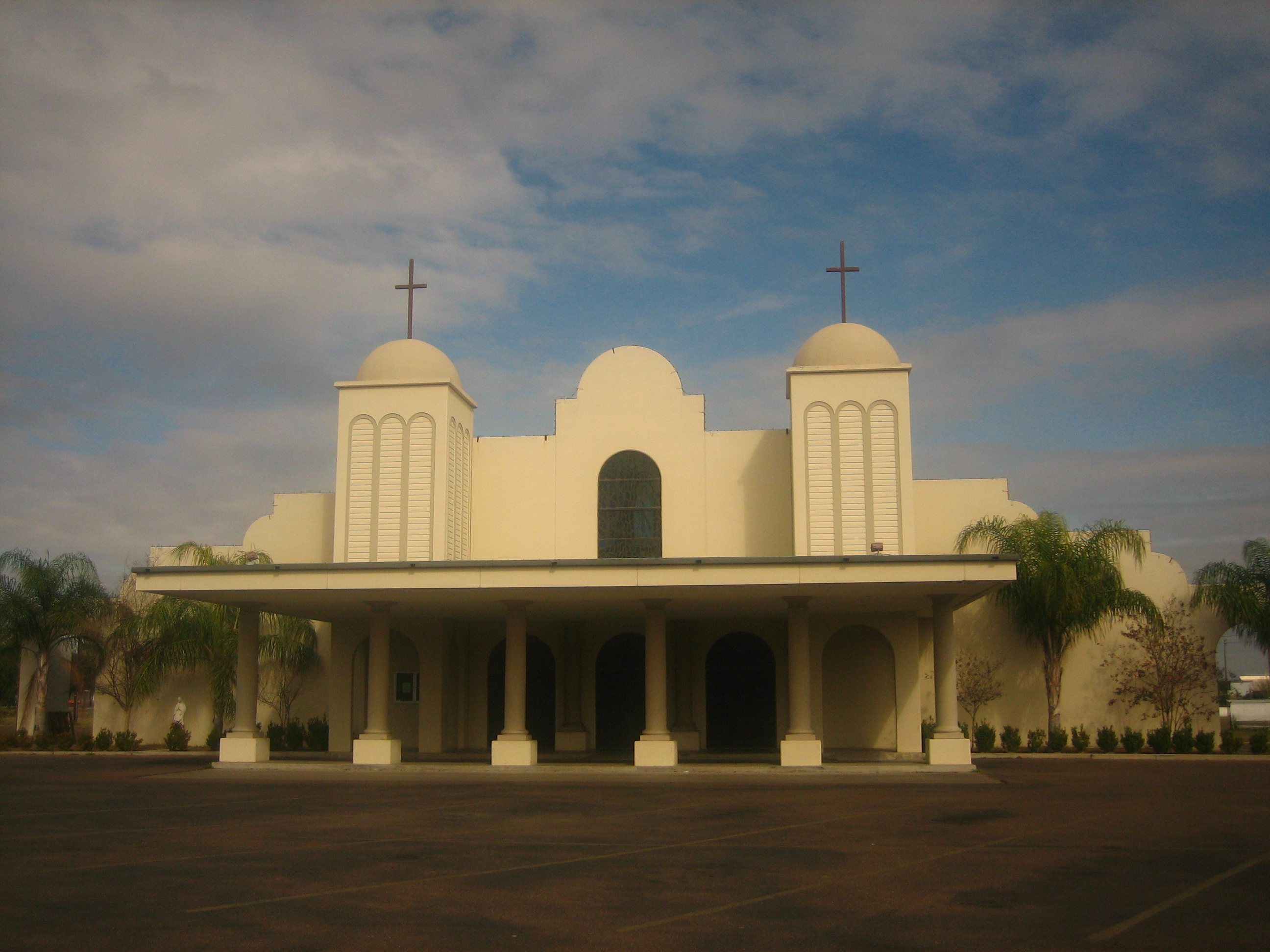
Our Lady of Lourdes Catholic Church
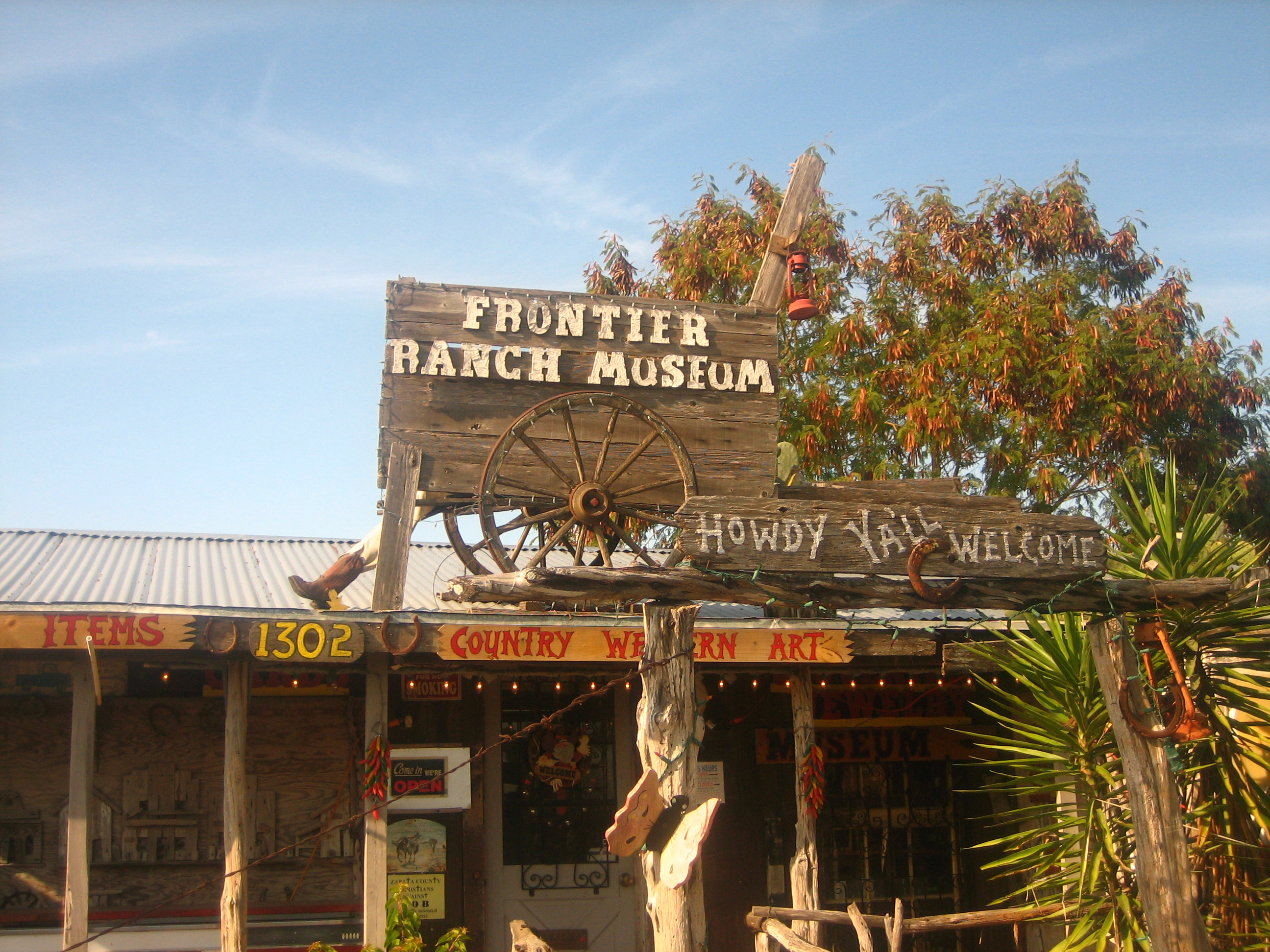
Frontier Ranch Museum
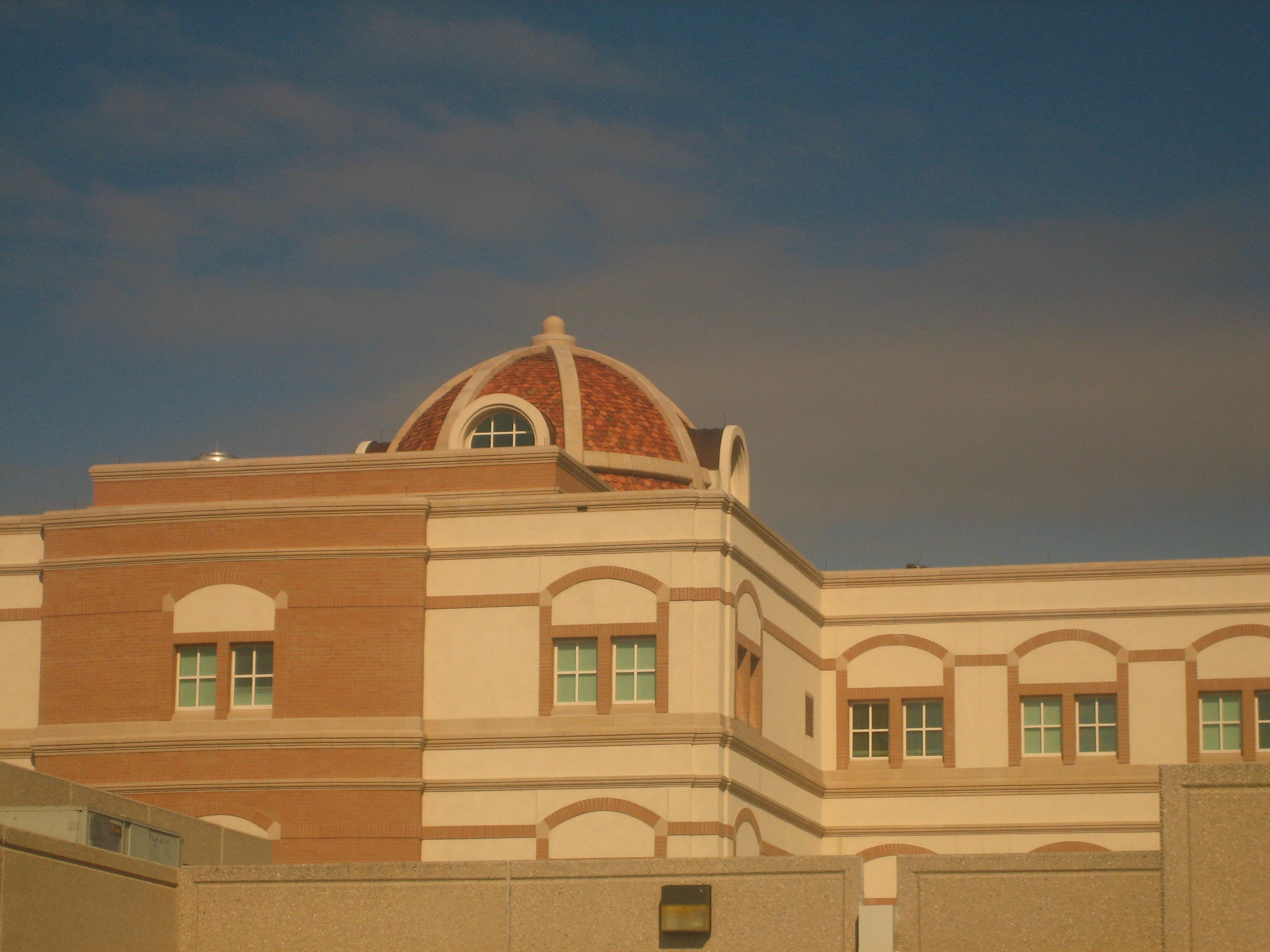
Zapata County Courthouse